# 埃爾克里克 (加利福尼亞州)
埃爾克里克（英語：Elk Creek）是位於美國加利福尼亞州格伦縣的一個人口普查指定地區。

## 地理
埃爾克里克的座標為39°36′19″N 122°32′21″W / 39.60528°N 122.53917°W，而該地最高點為海拔高度227米（即745英尺）。

## 人口
根據2010年美國人口普查的數據，埃爾克里克的面積為3.835平方千米，當中陸地面積為3.753平方千米，而水域面積為0.082平方千米。當地共有人口163人，而人口密度為每平方千米42人。